# Língua palor
Palor (Falor, Paloor) é uma língua falada no Senegal. Seus falantes são dos palores ou sererês-palores, um grupo dos sererês, mas não falam a língua sererê. È uma das línguas cangin, bem como as línguas Saafi, Lehar, Noon, Ndut. A Palor é bem próxima à Ndut.

## Outros nomes
Sili-Sili e Waro (como os Palor a chamam).